# ズリビ
ズリビ（フランス語: Zribi）は、チュニジアの姓である。
原義では、チュニジアのジェルバ島出身者を指した。この島は19世紀までZerbiまたはGerbiとして知られていた。あるいは、チュニジアの古代都市Zribaの出身者を指したかもしれない。